# Фейран
Фейран (англ. Feiran, Firan, Faran) — оазис в южном Синае. Простирается на расстояние 10 км, выглядит как продолжение вади Фейран (Вади-Фейран). Представляет собой небольшую впадину, окружён высокими красными горами изверженных и метаморфических пород. Является одним из немногих обитаемых оазисов на полуострове; здесь произрастают густые заросли финиковых пальм.
Считается, что подземные воды оазиса происходят из древних озёр. Также предполагают, что оазис принимает большую часть вод от вади Фейран.

## Климат
Оазис находится в очень засушливой зоне с жарким летом, мягкой зимой с осадками. По метеорологическим данным 1970—1994 годов со станции Святой Екатерины (на высоте около 1550 м) среднегодовое количество осадков составляет 45 мм в год. На Катерин (на высоте 2637 метров) среднегодовое количество осадков до 100 мм в виде дождя и снега. На Южном Синае скудные осадки, стекающие со склонов гор, и снег, которые покрывает горные вершины зимой и тает в теплые месяцы, — это основные водные ресурсы.
По оценке за 1982—1991 годы средняя температуре воздуха в горном районе Святой Екатерины от 5,4 до 25,1 °C (с минимумом в январе и феврале и максимумом в июле и августе). На горе Катерин среднемесячная температура от −1 до 2 °C зимой и от 17 до 19 °C летом.
Местность защищена от ветра, грунтовые воды достаточно обильны, есть глубокие песчано-глинистые отложения, поэтому территория подходила для ведения сельского хозяйства. Воды оазиса сильно истощены и в дефиците. В фитогеографическом регионе, к которому относится оазис, многолетняя растительность скудна, но в дождливые годы наблюдается активное цветение флоры.

## Состояние флоры к 1995—1996 годам
Флора оазиса Фейран неоднократно изучалась: в 1930-е, 1960-е. В 1995—1996 годах здесь были описаны 70 таксонов сосудистых растений (49 двудольных, 21 однодольных; 33 ранее не находили в этом оазисе, а 34, наоборот, фиксировались при прошлых обследованиях, но не были обнаружены). Больше всего выявлено злаков (20 таксонов), также есть астровые, маревые и молочайные (по четыре таксона каждое семейство). Ранее флора в оазисе сильно отличалась от флоры южного Синая, затем сходство усилилось. Предположительно, новые виды растений были как сорные травы занесены вместе с семенами сельскохозяйственных растений.
Естественная экосистема — окраина пустыни — представлена горной растительностью на скалистых склонах главного русла вади Фейран (например, одиночные Acacia tortilis, Moringa peregrina) и растительностью русла вади среди валунов и каменных обломков (ксерофиты, в том числе Achillea fragrantissima, Artemisia herba-alba, Onopordum ambiguum, Stipagrostis plumosa).
На возделываемых землях на южной и северной границах Фейрана располагаются 6 колодцев, прорытых в 80-е годы и образующих своеобразные маленькие оазисы. Ещё имеется 9 пересохших колодцев. (Предполагается, что повышение благосостояния местных жителей от контрабанды наркотиков привело к широкому использованию насосов и в итоге к истощению вод, также вода расходуется на нужды военных и туристов). Посевы окружены ветрозащитными посадками.
Имеются пруды, где вода хранится, а потом по водопропускным трубам поступает на обрабатываемые участки. Также используются традиционные для оазисов Западной пустыни оросительные каналы.
Выращивается ячмень, бобы, арбузы, пшеница, кукуруза, люцерна посевная, баклажаны. Рощи и сады финиковых пальм можно разделись на три категории: которые не поливаются, которые поливаются недостаточно и которые обеспечиваются водой из новых колодцев полностью. Некоторые участки используются для выращивания наркосодержащих растений.

## Топонимика
Название горы Джабал-Сирбал иногда рассматривают как искаженное Sirb Baal' или Виноградники Баала, так как она выходит на оазис Фейран, где некогда могли проводиться ритуалы ханаанского культа (однако, другие авторы переводят буквально и утверждают, что массивные пики напоминали смотрящим большую свободно драпированную одежду).
Происхождение названия Фейран точно неизвестно. По одной из версий, вади Фейран получило название от места расположения греческого православного епископства в шестом веке. Однако, по-арабски слово обозначает «мышь», которую, очевидно, можно найти в этой местности. Обращают внимание и на многочисленные пещеры вокруг оазиса, которые похожи на мышиные норы. Кроме того, южнее есть ещё одна вади с тем же названием. Также первые греческие монахи могли услышать уже существовавшее название и связать его с библейским Фараном.

## Археология
Предполагается, что в оазисе на месте древних руин железного века возникло набатейское поселение. Оно могло располагаться на торговых путях и быть единственным постоянным набатейским поселением на юге Синая. Однако, возможно, оазис сначала не имел регулярного транспортного сообщения с Египтом: его наладили только в византийские времена, когда паломники из Египта путешествовали по библейским местам и монастырям Синая. 

## Путешественники
Путников и туристов удивлял контраст между выжженной пустыней и плодородной землёй с потоками воды, оазис называли даже «Жемчужиной Синая». Георг Вебер писал, что Фейранская долина «кажется раем среди скалистой пустыни» и что развалины древнего города свидетельствуют о более благополучных временах, когда плодородием оазиса пользовались более умело. Оазис Фейран нередко рассматривали как одно из возможных мест на пути бегства евреев из Египта во главе с Моисеем.
В июле 1906 года оазис посетил польский священник и востоковед Владислав Щепанский со спутниками. Путешественники обратили внимание на маленькие каменные домики бедуинов среди пальм, так как оазис тогда считался самым плодородным местом на Синае и хорошим местом для жительства, по мнению бедуинов. Вокруг оазиса были старые хижины отшельников, а на склонах гор — высеченные в камне гробницы.